# Pat Noonan
Pat Noonan (Ballwin, 2 agosto 1980) è un allenatore di calcio ed ex calciatore statunitense, di ruolo attaccante, tecnico del FC Cincinnati.

## Carriera

### Club
Dopo essere stato nei Michigan Bucks, Noonan è stato scelto al primo turno della MLS superdraft dal New England Revolution nel 2003. Anche se ha iniziato lentamente, presto riprese la sua modalità di punteggio, finendo la sua prima stagione con i Revs con dieci reti e sette assist, e runner-up a Damani Ralph. Ha fatto ancora meglio il suo secondo anno, segnando undici gol e la registrazione di otto assist. Noonan nella stagione 2006, acciaccato da ferite, ha partecipato a solo 14 partite, segnando un solo gol. Nel 2007 si ferì ancora una volta e poi è diventato un sostituto quando riacquistò la sua forma fisica. Tuttavia, tornato in forma, ha concluso la stagione con 7 gol. Noonan per la stagione 2008 non ha rinnovato il contratto con il New England Revolution e il 23 gennaio 2008 ha firmato con il club norvegese dell'Aalesunds FK.
Il 6 agosto 2008 è tornato nella MLS con la MLS e fu ceduto dai New England Revolution, che conservava ancora i suoi diritti, al Columbus Crew. Con il Columbus Crew ha vinto la MLS Supporters' Shield, la MLS Cup e la Trillium Cup, tutti nel 2008.
Noonan è stato ceduto ai Colorado Rapids, nel giugno 2009. Dopo aver fatto 17 presenze in campionato, ha deciso di lasciare i Rapids e, dopo un processo breve con il Seattle Sounders FC, ha firmato con il club il 30 marzo 2010. Per la stagione 2012 è selezionato dai Los Angeles Galaxy durante il Re-Entry Draft 2011.

### Nazionale
Noonan ha fatto la sua prima presenza per la nazionale il 13 marzo 2004 contro la nazionale di Haiti. Mentre lui ha accumulato 13 presenze, lesioni e incoerenza gli hanno impedito di rivendicare un ruolo importante con la squadra nazionale. Tuttavia nei primi mesi del 2008 ha giocato una partita contro la Svezia.

## Statistiche

### Cronologia presenze e reti in nazionale
| Cronologia completa delle presenze e delle reti in nazionale ― Stati Uniti | Cronologia completa delle presenze e delle reti in nazionale ― Stati Uniti | Cronologia completa delle presenze e delle reti in nazionale ― Stati Uniti | Cronologia completa delle presenze e delle reti in nazionale ― Stati Uniti | Cronologia completa delle presenze e delle reti in nazionale ― Stati Uniti | Cronologia completa delle presenze e delle reti in nazionale ― Stati Uniti | Cronologia completa delle presenze e delle reti in nazionale ― Stati Uniti | Cronologia completa delle presenze e delle reti in nazionale ― Stati Uniti |
| Data                                                                       | Città                                                                      | In casa                                                                    | Risultato                                                                  | Ospiti                                                                     | Competizione                                                               | Reti                                                                       | Note                                                                       |
| -------------------------------------------------------------------------- | -------------------------------------------------------------------------- | -------------------------------------------------------------------------- | -------------------------------------------------------------------------- | -------------------------------------------------------------------------- | -------------------------------------------------------------------------- | -------------------------------------------------------------------------- | -------------------------------------------------------------------------- |
| 13-3-2004                                                                  | Miami                                                                      | Stati Uniti                                                                | 1 – 1                                                                      | Haiti                                                                      | Amichevole                                                                 | -                                                                          | 75’                                                                        |
| 9-3-2005                                                                   | Los Angeles                                                                | Stati Uniti                                                                | 3 – 0                                                                      | Colombia                                                                   | Amichevole                                                                 | 1                                                                          | 83’                                                                        |
| 19-3-2005                                                                  | Albuquerque                                                                | Stati Uniti                                                                | 1 – 0                                                                      | Honduras                                                                   | Amichevole                                                                 | -                                                                          | 63’                                                                        |
| 27-3-2005                                                                  | Città del Messico                                                          | Messico                                                                    | 2 – 1                                                                      | Stati Uniti                                                                | Qual. Mondiali 2006                                                        | -                                                                          | 75’                                                                        |
| 30-3-2005                                                                  | Birmingham                                                                 | Stati Uniti                                                                | 2 – 0                                                                      | Guatemala                                                                  | Qual. Mondiali 2006                                                        | -                                                                          | 85’                                                                        |
| 4-6-2005                                                                   | Salt Lake City                                                             | Stati Uniti                                                                | 3 – 0                                                                      | Costa Rica                                                                 | Qual. Mondiali 2006                                                        | -                                                                          | 64’                                                                        |
| 8-6-2005                                                                   | Panama                                                                     | Panama                                                                     | 0 – 3                                                                      | Stati Uniti                                                                | Qual. Mondiali 2006                                                        | -                                                                          | 69’ 80’                                                                    |
| 9-7-2005                                                                   | Seattle                                                                    | Stati Uniti                                                                | 2 – 0                                                                      | Canada                                                                     | Gold Cup 2005 - 1º turno                                                   | -                                                                          | 81’                                                                        |
| 12-7-2005                                                                  | Foxborough                                                                 | Costa Rica                                                                 | 0 – 0                                                                      | Stati Uniti                                                                | Gold Cup 2005 - 1º turno                                                   | -                                                                          | 66’                                                                        |
| 21-7-2005                                                                  | East Rutherford                                                            | Honduras                                                                   | 1 – 2                                                                      | Stati Uniti                                                                | Gold Cup 2005 - Semifinale                                                 | -                                                                          | 63’                                                                        |
| 29-1-2006                                                                  | Carson                                                                     | Stati Uniti                                                                | 5 – 0                                                                      | Norvegia                                                                   | Amichevole                                                                 | -                                                                          | 77’                                                                        |
| 10-2-2006                                                                  | Washington                                                                 | Stati Uniti                                                                | 3 – 2                                                                      | Giappone                                                                   | Amichevole                                                                 | -                                                                          | 87’                                                                        |
| 11-4-2006                                                                  | Cary                                                                       | Stati Uniti                                                                | 1 – 1                                                                      | Giamaica                                                                   | Amichevole                                                                 | -                                                                          | 67’                                                                        |
| 19-1-2008                                                                  | Carson City                                                                | Stati Uniti                                                                | 2 – 0                                                                      | Svezia                                                                     | Amichevole                                                                 | -                                                                          | 63’                                                                        |
| Totale                                                                     |                                                                            | Presenze                                                                   | 14                                                                         |                                                                            | Reti                                                                       | 1                                                                          |                                                                            |

### Statistiche da allenatore
Statistiche aggiornate al 3 marzo 2025.
| Stagione        | Squadra         | Campionato      | Campionato | Campionato | Campionato | Campionato | Coppe nazionali | Coppe nazionali | Coppe nazionali | Coppe nazionali | Coppe nazionali | Coppe continentali | Coppe continentali | Coppe continentali | Coppe continentali | Coppe continentali | Altre coppe | Altre coppe | Altre coppe | Altre coppe | Altre coppe | Totale | Totale | Totale | Totale | % Vittorie | Piazzamento |
| Stagione        | Squadra         | Comp            | G          | V          | N          | P          | Comp            | G               | V               | N               | P               | Comp               | G                  | V                  | N                  | P                  | Comp        | G           | V           | N           | P           | G      | V      | N      | P      | %          | Piazzamento |
| --------------- | --------------- | --------------- | ---------- | ---------- | ---------- | ---------- | --------------- | --------------- | --------------- | --------------- | --------------- | ------------------ | ------------------ | ------------------ | ------------------ | ------------------ | ----------- | ----------- | ----------- | ----------- | ----------- | ------ | ------ | ------ | ------ | ---------- | ----------- |
| 2022            | FC Cincinnati   | MLS             | 34+2       | 12+1       | 13         | 9+1        | USOC            | 2               | 1               | 0               | 1               | -                  | -                  | -                  | -                  | -                  | LC          | 1           | 1           | 0           | 0           | 39     | 15     | 13     | 11     | 38,46      | 10°         |
| 2023            | FC Cincinnati   | MLS             | 34+4       | 20+2       | 9+1        | 5+1        | USOC            | 5               | 3               | 2               | 0               | -                  | -                  | -                  | -                  | -                  | LC          | 3           | 1           | 2           | 0           | 46     | 26     | 14     | 6      | 56,52      | 1°          |
| 2024            | FC Cincinnati   | MLS             | 34+3       | 18+1       | 5+1        | 11+1       | -               | -               | -               | -               | -               | CCL                | 4                  | 2                  | 0                  | 2                  | LC          | 4           | 2           | 1           | 1           | 45     | 23     | 7      | 15     | 51,11      | 5°          |
| 2025            | FC Cincinnati   | MLS             | 12         | 8          | 1          | 3          | USOC            | 0               | 0               | 0               | 0               | CCC                | 4                  | 1                  | 2                  | 1                  | LC          | 0           | 0           | 0           | 0           | 16     | 9      | 3      | 4      | 56,25      |             |
| Totale carriera | Totale carriera | Totale carriera | 123        | 62         | 30         | 31         |                 | 7               | 4               | 2               | 1               |                    | 8                  | 3                  | 2                  | 3                  |             | 8           | 4           | 3           | 1           | 146    | 73     | 37     | 36     | 50,00      |             |

## Palmarès

### Calciatore

#### Club
- Lamar Hunt U.S. Open Cup: 3

New England Revolution: 2007
Seattle Sounders: 2010, 2011
- MLS Supporters' Shield: 1

Columbus Crew: 2008
- Campionato MLS: 1

Columbus Crew: 2008

#### Nazionale
- Gold Cup: 1

2005

### Allenatore
- MLS Supporters' Shield: 1

FC Cincinnati: 2023

### Individuale
- Miglior allenatore della Major League Soccer: 1

2023